# Eiras (Arcos de Valdevez)
Eiras ist ein Ort und eine ehemalige Gemeinde (Freguesia) im nordportugiesischen Kreis Arcos de Valdevez.

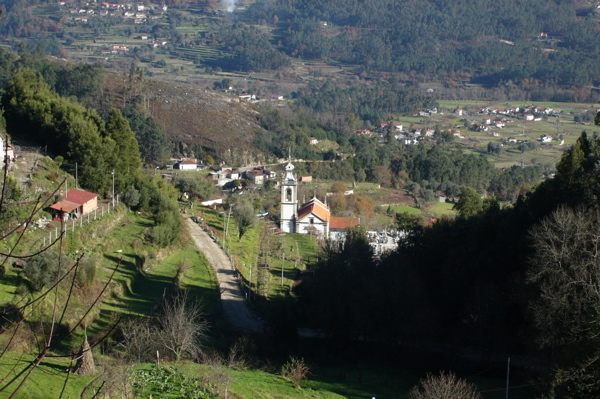
Kirche von Eiras von Pinheiro aus gesehen

 In der Gemeinde lebten 272 Einwohner (Stand 30. Juni 2011).
Am 29. September 2013 wurden die Gemeinden Eiras und Mei zur neuen Gemeinde União das Freguesias de Eiras e Mei zusammengefasst. Eiras ist Sitz dieser neu gebildeten Gemeinde.